# Aletto
Aletto (in greco antico: Ἀληκτώ?, Alēktó) è un personaggio della mitologia greca ed era una delle Erinni o Furie insieme a Tisifone e Megera.

## Mitologia
Il suo compito era quello di castigare i peccati morali come la collera, l'accidia, la superbia, eccetera.
Il suo nome non ha ancora oggi un'etimologia univoca. Probabilmente significa "colei che non riposa", "colei che non dà requie", ma alcuni interpreti propendono per "l'indicibile", "colei il cui nome non può essere pronunciato".
Entrò nel pantheon degli dei romani col nome di Furrina e al suo culto fu preposto il flamine furrinale.
Tra le sue apparizioni letterarie, si ricordano quelle nell'Eneide di Virgilio (libro VII, dove provoca la rissa che costerà la vita al giovane cortigiano latino Almone, preludio della guerra tra italici e troiani), nella Divina Commedia di Dante (Inferno, canto IX), nella Lucretia di Paolo Regio e nell'Enrico VI di Shakespeare (Parte II, 5.5.39).
L'asteroide 465 Alekto scoperto nel 1901 è stato battezzato in suo onore.